# PAOK F.C.
P.A.O.K. F.C. također poznat i kao Panthessalonikios Athlitikos Omilos Konstantinoupoliton (grčki: Πανθεσσαλονίκειος Αθλητικός Όμιλος Κωνσταντινουπολιτών – Π.Α.Ο.Κ.) je grčki nogometni klub iz Soluna. Igra u prvoj ligi. Osnovan je 20. travnja 1926. godine.
Klub su 1926. godine osnovali grčki prognanici iz Konstantinopola, koji su se nastanili u Solunu zbog Grčko-turskog rata.
Hrvatski nogomet ostavio je trag u PAOK-u. Za PAOK su igrali Tonči Gabrić, Goran Milanko, Dario Krešić, Gordon Schildenfeld, Marin Leovac, Josip Mišić, Antonio Čolak i Dominik Kotarski. Klub su trenirali Ivica Horvat, Miroslav Blažević, Igor Tudor.

## Vanjske poveznice
- Službena web-stranica  Arhivirana inačica izvorne stranice od 24. rujna 2020. (Wayback Machine)